# Baldwin-regels
De Baldwin-regels zijn een reeks richtlijnen uit de organische chemie die de relatieve voorkeuren aangeven van ringsluitingsreacties voor alicyclische verbindingen. Ze werden in 1976 voor het eerst voorgesteld door Jack Baldwin.
De regels classificeren ringsluitingen op drie manieren:
- het aantal atomen in de te vormen ring
- exo- en endo-ringsluitingen, afhankelijk van of de verbroken binding tijdens ringsluiting zich binnen (endo) of buiten (exo) de te vormen ring bevindt
- tet, trig en dig, afhankelijk van of het elektrofiele koolstofatoom tetrahedraal/sp3 (tet), trigonaal/sp2 (trig) of digonaal/sp (dig) is

Een ringsluiting kan dus bijvoorbeeld worden benoemd als 5-exo-trig. 5-endo-trig kan er in theorie correct uitzien, maar is niet gunstig volgens de Baldwin-regels:
Baldwin ontdekte dat de vereiste orbitaaloverlap voor het vormen van bindingen alleen bepaalde combinaties van ringgrootte en exo/endo/dig/trig/tet-parameters begunstigen.
Belangrijk is dat de Baldwin-regels richtlijnen zijn, waarop uitzonderingen zijn. Kationen negeren de Baldwin-regels vaak.

## Regels
De gunstige en ongunstige Baldwin-ringsluitingsregels zijn hieronder weergegeven.
| Baldwin-ringsluitingen | Baldwin-ringsluitingen | Baldwin-ringsluitingen | Baldwin-ringsluitingen | Baldwin-ringsluitingen | Baldwin-ringsluitingen | Baldwin-ringsluitingen | Baldwin-ringsluitingen | Baldwin-ringsluitingen | Baldwin-ringsluitingen | Baldwin-ringsluitingen |
| ---------------------- | ---------------------- | ---------------------- | ---------------------- | ---------------------- | ---------------------- | ---------------------- | ---------------------- | ---------------------- | ---------------------- | ---------------------- |
|                        | 3                      | 3                      | 4                      | 4                      | 5                      | 5                      | 6                      | 6                      | 7                      | 7                      |
| type                   | exo                    | end                    | exo                    | end                    | exo                    | end                    | exo                    | end                    | exo                    | end                    |
| tet                    | ✓                      |                        | ✓                      |                        | ✓                      | ✗                      | ✓                      | ✗                      | ✓                      |                        |
| trig                   | ✓                      | ✗                      | ✓                      | ✗                      | ✓                      | ✗                      | ✓                      | ✓                      | ✓                      | ✓                      |
| dig                    | ✗                      | ✓                      | ✗                      | ✓                      | ✓                      | ✓                      | ✓                      | ✓                      | ✓                      | ✓                      |